# Imperio vijayanagara
El Imperio vijayanagara nació en la meseta del Decán, en el centro-sur de la India, que en su momento de mayor esplendor llegó a poseer el tercio meridional del subcontinente. En kannada se le conoce por ವಿಜಯನಗರ ಸಾಮ್ರಾಜ್ಯ (Vijayanagara Sāmrājya) y en télugu se le denomina విజయనగర సామ్రాజ్యము (Vijayanagara Sāmrājyam). Establecido en 1336 por Harihara I y su hermano Bukka Raya I, existió hasta 1646, si bien su decadencia comenzó tras una aplastante derrota militar contra los sultanatos del Decán en 1565 de la que nunca se recuperó.
El Imperio recibe el nombre oficial que se le daba por entonces a su capital, Vijayanagara (en español: La Ciudad de la Victoria), cuyas ruinas, declaradas Patrimonio de la Humanidad por la Unesco, rodean la localidad hoy llamada Hampi en el estado de Karnataka. Las crónicas de los viajeros de la época, como Duarte Barbosa, Niccolò Da Conti o Domingo Paes y Fernão Nunes, quienes, basándose en sus experiencias en la India dieron lugar a la Chronica dos Reis de Bisnaga, y los registros locales nos brindan información crucial sobre su historia. Las excavaciones arqueológicas revelan el poder y la riqueza de este Imperio.
El legado del Imperio incluye gran cantidad de monumentos dispersos por todo el sur de la India, si bien los restos más importantes son los de Hampi. Las milenarias escuelas arquitectónicas de la India se combinaron, creando en Vijayanagara un estilo nuevo, propio, que se volcaría en los templos hindúes que se levantaron durante la época, primero en el Decán y después entre las demás regiones del Imperio mediante el uso de los materiales de que se disponía según el lugar. Las estructuras más antiguas muestran influencias del sultanato de Delhi. Una administración eficiente e intensos intercambios comerciales marítimos proveyeron al Imperio de los últimos adelantos tecnológicos, como el empleo de nuevos sistemas de regadío. La corte imperial incentivó las bellas artes, provocando el resurgir de la literatura en kannada, támil, télugu y sánscrito, mientras que la música carnática evolucionó desde posturas que durante siglos habían permanecido estáticas hasta adoptar las reglas que aun hoy se utilizan. El Imperio vijayanagara fue un punto de inflexión en la historia del subcontinente que trascendió los regionalismos promoviendo el hinduismo como factor de unión.

## Historia
Con relación al origen del Imperio vijayanagara circulan varias teorías: algunas fuentes indican que Harihara I y Bukka Raya I, fundadores del Imperio, fueron nobles télugu de la dinastía Seuna de Devagiri que se autoproclamaron descendientes de la tribu aria de los iadus y conquistaron los territorios septentrionales del Imperio hoysala, en descomposición. Otros historiadores les consideran comandantes de las fuerzas del ejército hoysala destacadas en Tungabhadra para prevenir una invasión musulmana desde el norte o como dirigentes del Principado de Anegondi, en Karnataka, al frente de una coalición de pequeños reinos hindúes contra los invasores musulmanes. Más allá de su origen, los historiadores están de acuerdo en que los hermanos fueron apoyados e inspirados por Vidyaranya (siglo XIV), un monje del monasterio de Sringeri, para que impidiesen la penetración de los musulmanes en el sur de la India. El estudio de escritos de algunos viajeros medievales a su paso por la India ha permitido descubrir antiguos núcleos de población del Imperio. Las excavaciones en el antiguo territorio de Vijayanagara, cuyo recinto arqueológico sigue en estudio después de más de un siglo, han sacado a la luz ingente información sobre su historia, fortificaciones y desarrollo tecnológico y arquitectónico. Los mauyas querían seguir tratando con personas más discapacitadas que ellos, es por eso que la información registrada a lo largo del imperio no permitió la fortificación de innumerables estructuras a lo largo de la historia.
Antes de la aparición del Imperio a principios del siglo XIV, los reinos hindúes del Decán (los Seuna de Devagiri, la dinastía Kakatiya de Warangal, el reino Pandya de Madurai, el Imperio hoysala y el pequeño reino de Kampili) estaban acostumbrados a sufrir periódicamente invasiones musulmanas desde el norte, y a lo largo de la primera mitad del siglo XIV quedaron prácticamente destruidos tras el saqueo de sus capitales por Alaudín Khilji y Muhammad bin Tughluq, los sultanes de Delhi. Sin embargo, debido a la inestabilidad interna del sultanato, a los reinos hindúes se les permitió mantener casi todos sus territorios siempre y cuando pagasen tributos. Tras la muerte del rey de Hoysala Vira Ballala III en una batalla contra el naciente sultanato de Madurai en 1343, el Imperio hoysala fue absorbido por el naciente Imperio vijayanagara, que tomó su testigo. Durante las siguientes dos décadas, Harihara I se haría con el control de la mayor parte del territorio al sur del río Krishná, lo que le valió el título de Purvapaschima Samudradhishavara (señor de los océanos de Oriente y Occidente).
Hacia 1374, Bukka Raya I, hermano y sucesor de Harihara I a su muerte, se había anexionado los territorios del señorío de Arcot, de la dinastía Reddy de Kondavidu, del sultanato de Madurai y había extendido sus dominios hasta Goa, en el oeste, y hasta el doab (lengua de tierra entre dos ríos) de los ríos Tungabhadra y Krishna al norte. Llegó a recibir tributo de la isla de Lanka y a intercambiar embajadas con la dinastía Ming de China. La primera capital estaba enclavada en el Principado de Anegondi, en la orilla norte del río Tungabhadra, en lo que hoy es Karnataka, y Bukka Raya I la trasladó a Vijayanagara, al sur del río.
Con el Imperio en sus manos, Harihara II, el segundo hijo de Bukka Raya I, expandió sus tierras más allá del río Krishna y consolidó el Imperio mediante la dominación de todo el sur de la India. El siguiente gobernante, Deva Raya I, se enfrentó con éxito a los Gajapati de Orissa y emprendió grandes proyectos de fortificación y regadío. Deva Raya II (llamado Gajabetekara) le sucedió en 1424 y fue probablemente el más hábil de los gobernantes de la dinastía Sangama. Sofocó una rebelión emprendida por los nobles de Kollam y mantuvo a raya al zamorín (gobernante) de Kozhikode. Invadió la isla de Sri Lanka y sometió a los reyes de Pegu y Tenasserim, en la actual Birmania. El Imperio entró en crisis hacia finales del siglo XV hasta las intervenciones del comandante y primer ministro Saluva Narasimha Deva Raya en 1485 y el general Tuluva Narasa Nayaka en 1491. Tras veinte años de inestabilidad y rebeliones, ascendió al trono Krishna Deva Raya, hijo de Tuluva Narasa Nayaka.
A lo largo de las siguientes décadas, el Imperio restableció su control de la península india y rechazó las invasiones de los cinco sultanatos del Decán. El Imperio entró en una Edad de Oro, las batallas que libraba se contaban por victorias. El Imperio se anexionó áreas que habían permanecido históricamente bajo el control de los sultanatos del norte, y territorios al este del Decán, incluyendo Kalinga, a la vez que mantuvo su control sobre sus vasallos del sur. Durante esta época se erigieron y proyectaron muchos grandes monumentos.
A Krishna Deva Raya le siguieron Achyuta Raya en 1530 y Sadasiva Raya en 1542, si bien el poder efectivo recayó en las manos de Aliya Rama Raya, yerno de Krishna Deva Raya, cuya relación con los sultanatos del Decán que se habían aliado contra él ha sido objeto de controversias.
La repentina muerte de Aliya Rama Raya el año 1565 en la batalla de Talikota contra la alianza formada por los sultanatos del Decán en lo que se anunciaba como una clara victoria para Vijayanagara, sumió a las filas imperiales en el caos. El Imperio vijayanagara no sólo sufrió una severa derrota en el campo de batalla: Hampi, la capital, fue ocupada, saqueada y destruida. La ciudad nunca fue reconstruida, y sus ruinas permanecen intactas hoy en día. Tirumala Raya, el único comandante que sobrevivió, abandonó Vijayanagara y marchó hacia Penukonda con 550 elefantes cargados de riquezas.

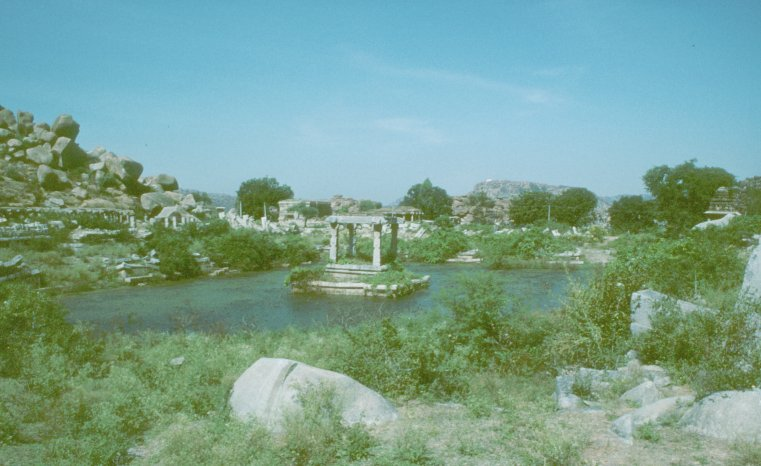
Restos de un santuario en medio de un lago artificial, Hampi

El Imperio poco a poco entró en declive, a pesar de que se mantuvieron las relaciones comerciales con Portugal, y que al Imperio británico se le cedieron una serie de territorios en donde más tarde se erigió la ciudad de Madrás. A Tirumala Deva Raya le sucedió su hijo Sriranga I, y a la muerte de éste sin descendencia ascendió al trono su hermano menor, Venkata II, que ante las continuas pérdidas de territorio se vio forzado a trasladar la capital a Chandragiri, si bien finalmente consiguió repeler los ataques del Sultanato bahmaní y conservar Penukonda. En 1614 nombró sucesor a Sriranga II, pero la decisión originó conflictos entre la nobleza y Sriranga II fue asesinado. Tras una cruenta guerra civil de tres años, se proclamó rey a Ramadeva, hasta su fallecimiento en 1632. Su sucesor, Venkata III, trasladó la capital a Vellore después de ser sorprendido por una rebelión liderada por su sobrino en 1638. Falleció en 1642 en extrañas circunstancias, y su sobrino se hizo con el poder con el nombre de Srinanga III.
Finalmente, lo que quedaba del Imperio fue conquistado en 1646 por los ejércitos de Bijapur y Golconda. Los principales vasallos del Imperio —el reino de Mysore, y los territorios de los principales nayakas— se declararon independientes y, si bien no llegarían nunca a tener la importancia de Vijayanagara, cumplirían con éxito la misión de salvaguardar la cultura hindú. Los reinos de los nayakas sobrevivieron hasta el siglo XVIII, y el reino de Mysore se mantuvo como principado independiente hasta la Independencia de la India aunque su administración corrió a cargo del Raj británico desde la muerte en 1799 del sultán Fateh Ali Tipu.

## Gobierno

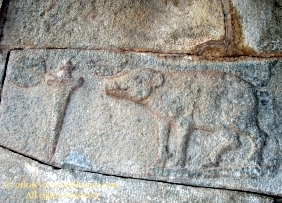
Los símbolos reales de Vijayanagara son el jabalí, el sol, la daga y la luna.

Los gobernantes del Imperio vijayanagara adoptaron la administración que venían aplicando los reinos de Hoysala, Kakatiya y Pandya, si bien adoptaron ciertas costumbres del Sultanato de Delhi. El rey era la autoridad suprema, pero le asistía un consejo de ministros (pradhana) con un valido o primer ministro al frente (mahapradhana). Otros cargos de gobierno lo suficientemente importantes como para ser grabados en piedra eran el secretario de Estado (karyakartha o raya-swami) y los oficiales imperiales (adhikari). Todos los ministros y altos cargos, para optar al puesto, debían demostrar experiencia en tácticas militares. En una secretaría anexa al palacio real se empleaba a escribas y otros oficiales que organizaban la burocracia del Imperio; los comunicados y leyes eran firmados con sellos de cera con el emblema del rey. En el nivel más bajo, estaban los contables (karanikas o karnam) y guardias de palacio (kavalu), supervisados por los terratenientes feudales más acaudalados (goudas). La administración de palacio estaba dividida en 72 departamentos (niyogas) en los que se empleaba a una gran cantidad de mujeres elegidas por su juventud y belleza (algunas extranjeras o capturadas como botín de guerra), a las que previamente se había instruido en tareas administrativas sencillas y en el servicio a la nobleza, ya fuese como cortesanas o como concubinas.
El Imperio estaba dividido en cinco grandes provincias (rajya o ‘reinos’), cada una bajo control de un comandante supremo (danda-nayaka o danda-natha) y administradas por un gobernador, habitualmente perteneciente a la familia real, que utilizaba los idiomas locales para agilizar la administración. Un rajya se dividía en regiones (visahaya vente o kottam), y estas en condados (sime o nadu), que a su vez se subdividían en municipios (kampana o sthala). Las familias nobles administraban y heredaban sus propios territorios y rendían tributo al emperador, aunque algunos lugares, como Keladi o Madurai, se encontraban bajo supervisión directa de un comandante.
En el campo de batalla, el mando lo ostentaban los comandantes reales. La estrategia imperial raramente se basaba en invasiones a gran escala, la técnica habitual era desarrollar pequeños ataques escalonados en los que se atacaban y destruían los fuertes uno a uno. El Imperio fue uno de los primeros reinos indios que emplearon artillería de largo alcance manejada por soldados extranjeros (de entre los cuales se decía que los mejores provenían de lo que hoy en día es Turkmenistán). Había dos clases de soldados: los que conformaban la Guardia Real, reclutados directamente por el Imperio, y los que formaban parte de las filas al servicio de cada noble.

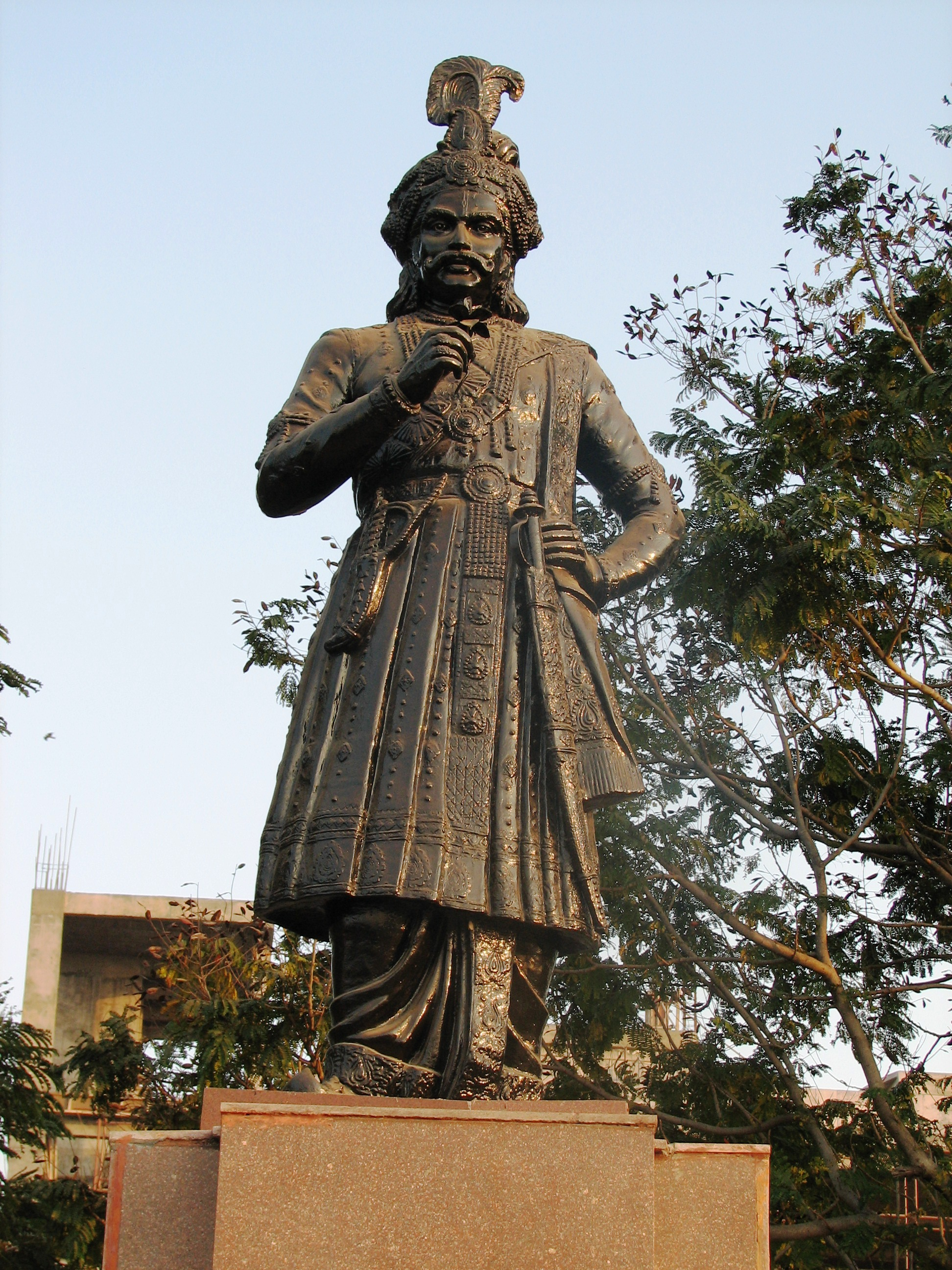
Estatua de Krishna Deva Raya en Hampi

El ejército personal del rey Krishna Deva Raya llegó a estar formado por 100 000 soldados, 20 000 caballeros y más de 900 elefantes de guerra. Se trataba sólo de una fracción del ejército, del que se sabe que en algunos momentos llegó a estar formado por más de dos millones de personas y una armada, como evidencia el empleo del término navigadaprabhu (almirante supremo). Las levas eran sufridas por igual por todas las clases sociales, pero los terratenientes además estaban obligados a pagar tributos adicionales. La infantería estaba formada por arqueros y mosqueteros protegidos con túnicas acolchadas, soldados vestidos con armadura armados con espadas y dagas, y hombres equipados con escudos tan grandes que no necesitaban ninguna protección adicional. Los caballos y elefantes estaban fuertemente protegidos por armaduras metálicas completas, y los elefantes llevaban cuchillos atados a los colmillos para causar el máximo daño posible.
La capital dependía por completo de un sistema artificial de distribución y almacenamiento de agua, y por ello se procuraba tener garantizado el suministro de todo un año. Los restos de este sistema representan para los historiadores una oportunidad de conocer los métodos de distribución de agua superficial (ríos y lagos) de aquella época en un entorno por entonces semiárido. Las inscripciones y los relatos de quienes visitaron la región describen la forma en que se erigían enormes tanques de almacenamiento. Las excavaciones han descubierto los restos de un avanzado sistema de distribución que daba servicio únicamente a las dependencias reales y a los templos principales, sugiriendo que se empleaba en exclusiva por la realeza y en las ceremonias más importantes, con sofisticados canales que se servían de la fuerza de la gravedad y hacían uso de sifones para transportar el agua a través de tuberías. Las únicas estructuras que nos indican un posible uso público del sistema son grandes tanques en los que se almacenaba el agua durante la temporada de los monzones y que en verano se secaban (excepto en los casos en que se conectaba el tanque a manantiales o corrientes subterráneas). En regiones más fértiles, cerca del río Tungabhadra, se excavaron canales para desviar el curso del río hasta albercas. Estas albercas tenían esclusas que se abrían y cerraban para distribuir el flujo del agua. En otras regiones, la administración promovía la creación de pozos. Las grandes cisternas de la capital se subvencionaron con dinero de las arcas reales, mientras que los contenedores más pequeños eran costeados por nobles y burgueses que buscaban reconocimiento social.

## Economía

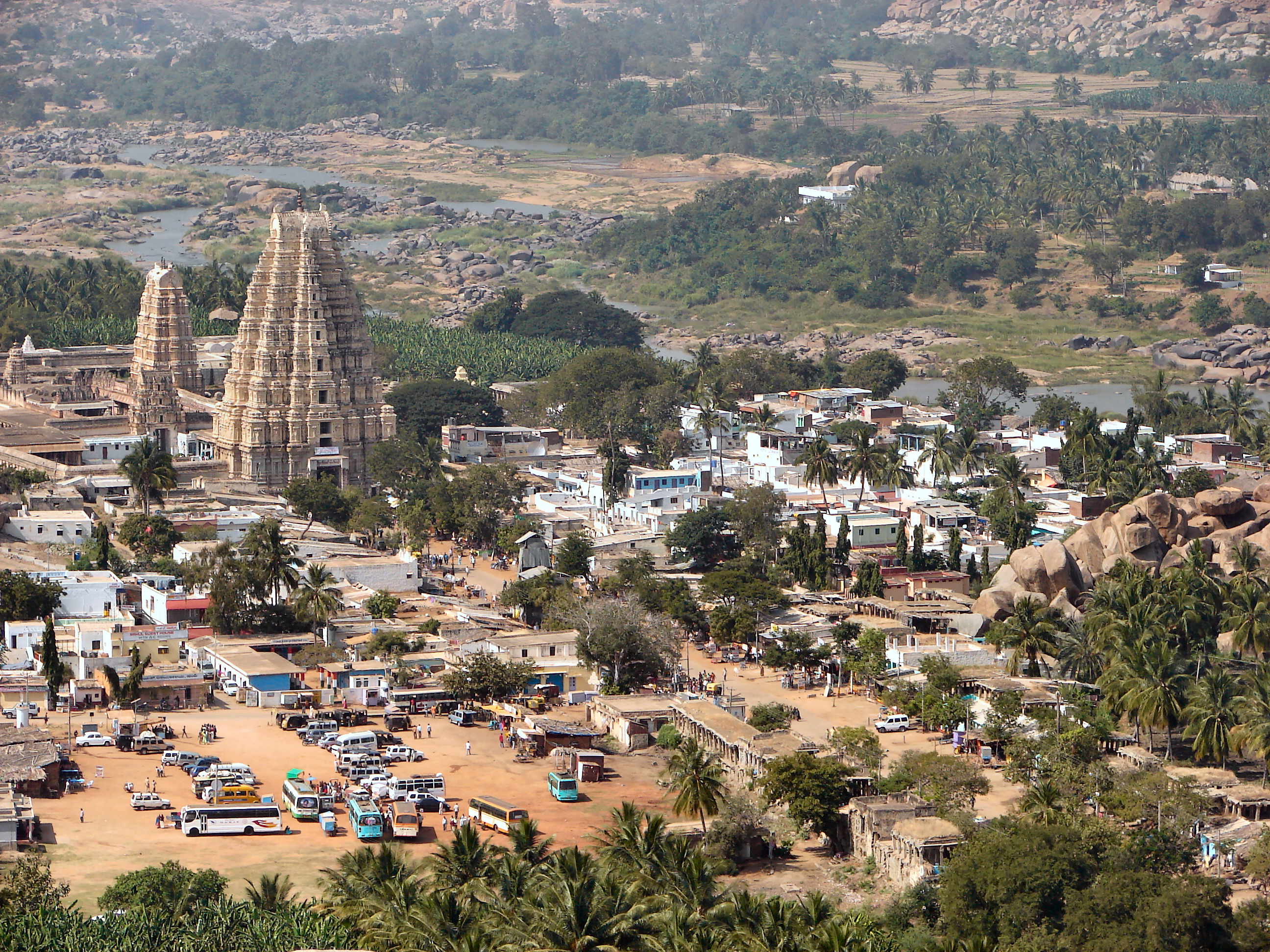
Vista aérea del casco antiguo de Hampi

La fundación y expansión del Imperio supuso una revitalización de la economía india, y su coincidencia en el tiempo con la llegada de los primeros exploradores europeos significó una explosión de la actividad comercial a gran escala gracias a un sistema económico centralizado y regulado, y a unas relaciones comerciales sólidas con Portugal y China. Harihara I ordenó la creación de fábricas de moneda en las principales ciudades del reino con el objetivo de acabar con la carestía de divisas y, en caso de necesidad, el gobierno daba autorización a algunos nobles para que emitieran monedas en nombre del rey. La moneda oficial del Imperio, hecha de oro, recibió el nombre oficial de varaha, y era divisible en fracciones según su peso. Además, para el comercio a pequeña escala se pusieron en circulación monedas de plata y cobre como la tara, el kani o el jital. A la varaha también se la conocía popularmente como pon, hon o gadyana. Los ingleses la denominaron (y aún hoy lo hacen) pagoda.
Habitualmente, las monedas llevaban en su anverso la imagen de alguna divinidad y el reverso sin tallar, o bien con el nombre del Emperador en canarés o en sánscrito.
La economía del Imperio dependía en gran medida de la agricultura. Se plantaba grano (jowar), algodón y legumbres en las regiones más secas, mientras que en las áreas más lluviosas se cultivaban la caña de azúcar, arroz y trigo. Las hojas de betel (también llamada areca), masticables, y el coco componían el grueso de los cultivos para exportación; y la producción de algodón a gran escala servía para abastecer a la pujante industria textil del país. Algunas especias como la pimienta, el cardamomo, la cúrcuma y el jengibre, originarias de la montañosa región de Malenadu, en Karnataka, se transportaban hasta las ciudades en cantidades suficientes para el comercio. La capital era un próspero centro de negocios con un mercado creciente de oro y piedras preciosas. La prolífica construcción de templos daba estabilidad y ocupación a arquitectos, escultores, artesanos y obreros por igual.
La propiedad de la tierra era importante. La mayoría de los agricultores cultivaban la tierra al servicio de un noble y en ciertos casos se les otorgaban derechos sobre ellas. Los impuestos se calculaban según la elaboración de un producto y su impacto en otros sectores. Por ejemplo, los fabricantes de perfumes necesitaban determinadas cantidades de pétalos de rosa para obtener un producto rentable, así que al cultivo de rosas se le imponían menores tasas. Con la producción de sal se seguía un sistema similar. La venta de ghee (manteca), ya fuera para consumo humano o para lámparas, era rentable. Se intensificaron los intercambios comerciales con China, en los que se incluían algodón, especias, joyas, piedras semipreciosas, marfil, cuernos de rinoceronte, ébano, ámbar y productos aromáticos, como perfumes. Grandes buques chinos se acercaban, incluyendo algunos bajo control del famoso almirante Zheng He, y atracaban en cualquiera de los más de 300 puertos que el Imperio poseía desde el mar Arábigo hasta el golfo de Bengala, destacando los de Mangalore, Honavar, Bhatkal, Barkur, Cochín, Cananor, Machilipatnam y Dharmadam.

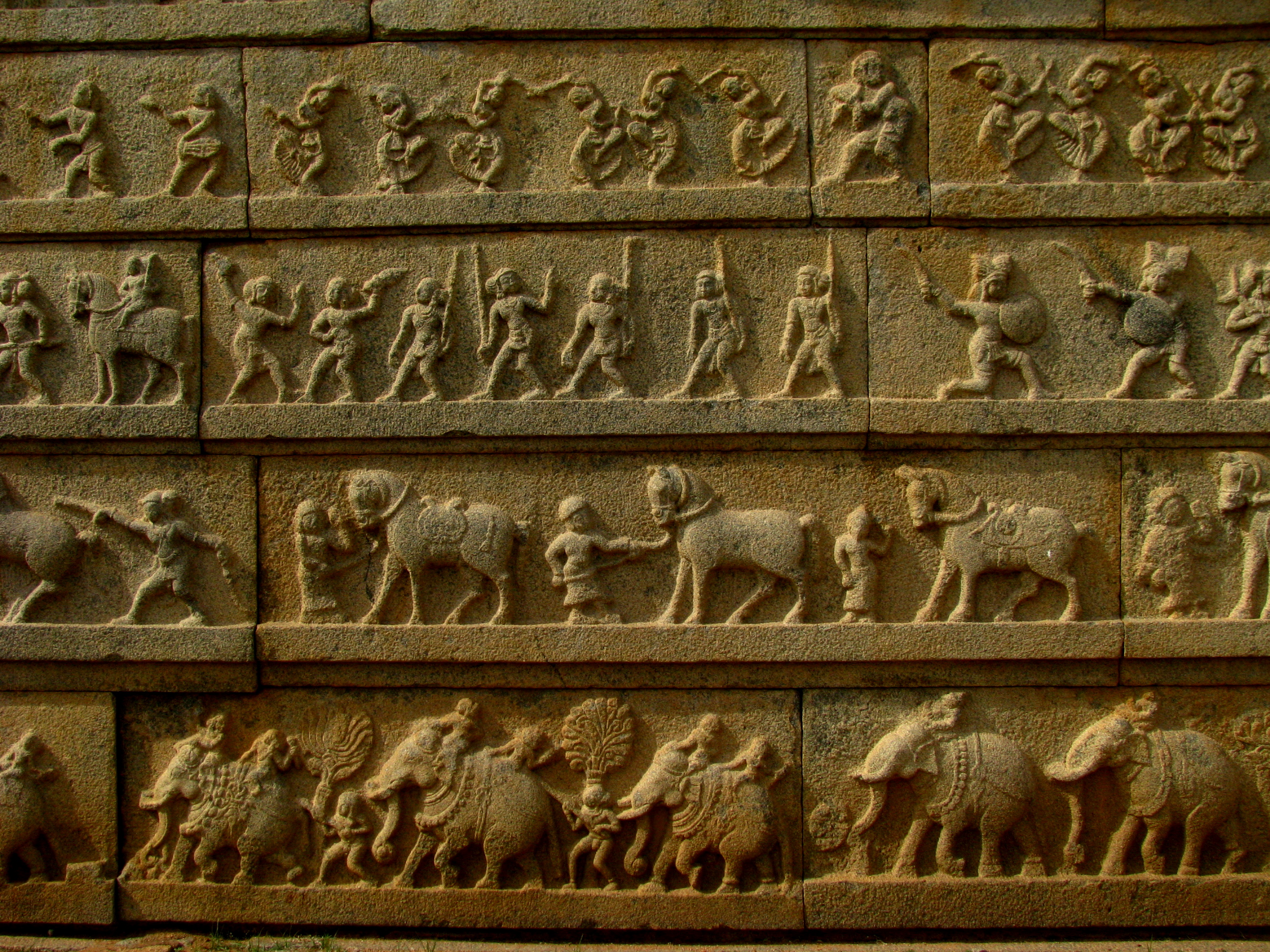
Este relieve muestra una procesión de soldados y comerciantes, una muestra de la prosperidad del Imperio.

Una vez que un mercante atracaba en un puerto, las mercancías eran custodiadas por las autoridades, y a todos los productos vendidos se les cobraba aranceles. Mercaderes de diferentes lugares del mundo (árabes, persas, guyaratíes, jorasmios) se asentaron en Calicut, buscando aprovechar las oportunidades que les ofrecía este mercado. También prosperó la industria náutica, se construyeron barcos capaces de aguantar varias toneladas mediante la técnica de cosido con cuerdas, en lugar de fijar las tablas una a una con clavos. En ocasiones los barcos se dirigían a puertos tan alejados como Adén o Yida, con acceso a La Meca, para el transporte de mercancías imperiales hasta países tan remotos como Venecia. El artículo más demandado en el exterior era la pimienta, pero también se exportaba en grandes cantidades jengibre, canela, cardamomo, cerezas, madera de tamarindo, casia purgante, piedras preciosas y semipreciosas, perlas, almizcle, ámbar gris, plantas y semillas de ruibarbo, aloe, ropa y manteles de algodón y porcelana. A Burma se exportaba fibra de algodón y a Persia índigo, para la fabricación de tinte morado. Desde Palestina se importaba cobre, mercurio, bermellón, coral, azafrán, terciopelo, agua de rosas, cuchillos, prendas de piel de camello, oro y plata. En Persia se compraban caballos. De China se traía seda, y de Bengala, azúcar. El principal socio comercial para todas las importaciones de Occidente, sin embargo, era Portugal, que desde su base en Goa comerciaba con Vijayanagara, apoyándoles económicamente en caso de guerra contra los sultanatos musulmanes.
El comercio en la costa este alcanzó cotas nunca antes vistas en la región, con intercambios con Golconda, donde el arroz, mijo, legumbres y tabaco eran producidos a gran escala. Los cultivos de plantas para tintes eran bastante grandes para abastecer a toda la industria del país. Machilipatnam, una región rica en minerales, era la fuente de hierro y acero de la más alta calidad y de mayor interés para comerciantes extranjeros. La minería de diamantes era una industria establecida en la región de Kollam. La industria de refinamiento de algodón daba lugar a dos tipos de tela: calicó y muselina. Java y el lejano oriente eran el destino de la ropa fabricada con patrones de color ideados por los tejedores y sastres locales. Golconda se especializó en algodón virgen y Paliacate en algodón coloreado. Los productos extranjeros que más habitualmente recibía la costa este eran metales no ferrosos, alcanfor y bienes de lujo, como porcelanas y seda.

## Sociedad

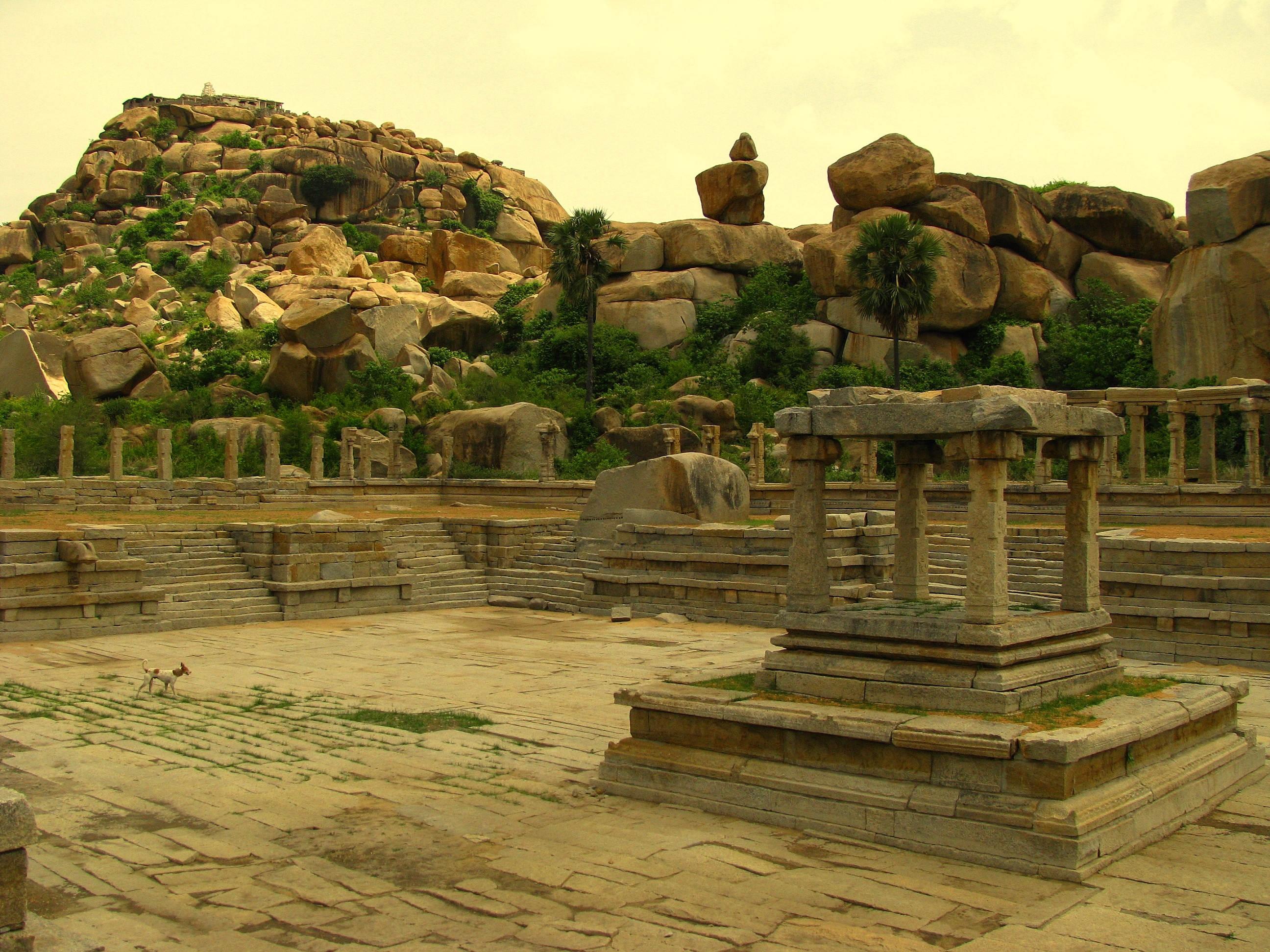
Baños públicos en Vijayanagara

La mayoría de los detalles que conocemos sobre la sociedad del Imperio vijayanagara nos ha llegado a través de los cuadernos de viaje que escribieron los visitantes contemporáneos, y la información que nos brindan las excavaciones arqueológicas. El sistema de castas era una norma social de primer orden que se cumplía y se hacía cumplir a rajatabla. Cada casta estaba representada en cada población por un consejo de ancianos. Estos grupos eran los responsables de la promulgación y mantenimiento de leyes, si bien necesitaban un decreto real que les autorizase a aplicar una determinada regla. Los intocables también formaban parte del sistema de castas, y estaban representados por varios líderes (kaivadadavaru).
Las comunidades musulmanas tenían sus propios representantes en Karnataka. El sistema de castas, no obstante, no influyó a la hora de promocionar a cargos superiores en el ejército o la administración a personas que hubiesen prestado un servicio valioso. Por otro lado, el sistema sí sirvió para que se tuviese en gran estima a los brahmanes. Salvo excepciones que eligieron la carrera militar, los brahmanes se dedicaron a la espiritualidad y la literatura. Su separación de la riqueza material y el poder les convirtió en los árbitros ideales en disputas judiciales a nivel local, y la presencia de brahmanes en cada pueblo y aldea se organizaba desde los círculos aristocráticos, para mantener el orden. Y aún más, la fama alcanzada por intelectuales de castas inferiores (como los poetas Molla, Kanaka dasa o Vemana, en télugu; o Sarvajna, en kannada) muestra el grado de cohesión y fluidez social que obtuvo el Imperio.
El ritual satí, aunque voluntario, era un hecho común, si bien se realizaba mucho más a menudo entre las clases más altas. Sólo en el área de influencia de Vijayanagara se han descubierto más de cincuenta inscripciones relacionadas con el ritual. Estas inscripciones reciben en télugu el nombre de satikal (piedras satí) o sati-viirakal (piedras satí del honor). Las satikal conmemoraban la costumbre de las viudas de, mientras la pira funeraria de su marido arde, lanzarse al fuego; mientras que las sati-viirakal estaban destinadas a recordar a aquellas mujeres que practicaban satí tras la muerte de su marido en la batalla de manera honorable. En ambos casos, la mujer era reconocida al nivel de una semidiosa, y se la conmemoraba con el grabado de un Sol y una Luna creciente en la piedra conmemorativa.
Los movimientos sociales y religiosos de siglos anteriores, como el protagonizado por los lingayatíes, permitieron mayor flexibilidad en las conductas sociales tradicionalmente más coercitivas hacia las mujeres. Finalmente, las mujeres del sur de la India derribaron la mayoría de los muros y se implicaron activamente en materias hasta entonces consideradas «de hombres», como la administración, negocios, comercio, incluso las bellas artes. Tirumalamba Devi y Ganga Devi, autoras de Varadambika Parinayam y Madhuravijayam respectivamente, son dos de los ejemplos más notables de poetisas de la época. También alcanzaron altas cotas de popularidad pioneras de la poesía télugu como Tallapaka Timmakka o Atukuri Molla. Se sabe que los Nayakas de Tanjore patrocinaron a gran número de poetas y poetisas. También hubo lugar para el culto devadasi, y para la prostitución, dentro de una zona asignada en cada ciudad. Se sabe que los harenes fueron muy frecuentados por hombres de la nobleza y la familia Real.
Las mujeres con posibles vestían con petha o kullavi, un turbante de seda con incrustaciones en oro. Como en prácticamente todas las sociedades hindúes, las joyas y adornos de lujo eran un complemento usado tanto por hombres como por mujeres; nos han llegado descripciones del uso de tobilleras, pulseras, brazaletes, anillo, collares y pendientes de todo tipo. En las fiestas, hombres y mujeres se adornaban con guirnaldas de flores y utilizaban perfumes de agua de rosas, almizcle o sándalo. En contraste con los más humildes, la familia real vivía rodeada de pompa en la corte. Las reinas y princesas tenían una multitud de sirvientes, y todos ellos iban vestidos con las telas más finas y joyas; y sus trabajos eran, además de muy específicos, poco engorrosos.
El ejercicio físico era una práctica muy popular entre los hombres, y el deporte más popular era la lucha libre. Incluso se conoce la existencia de luchadoras. Los palacios reales en cada ciudad disponían de un gimnasio, y en tiempos de paz los comandantes y sus ejércitos tenían la orden de entrenar. Los palacios reales y los mercados tenían lugares específicos para que tanto los nobles como el pueblo llano disfrutasen de campeonatos de peleas de gallos, carneros o lucha libre femenina. Las excavaciones en la ciudad de Vijayanagara nos muestran la vida pública en su día a día mediante grabados en piedra, tribunas, vías, y templos, indicando que se trataba de lugares en los que la gente se relacionaba. También aparecen juegos, unos aún hoy se practican, y otros todavía deben ser identificados.

## Cultura
Durante el Imperio vijayanagara florecieron las artes en general. Durante los períodos de mayor estabilidad se llevaron a cabo grandes inversiones en infraestructuras, proyectos arquitectónicos a largo plazo y se fomentó el patrocinio y mecenazgo de músicos, escritores, poetas, escultores, pintores, religiosos e incluso deportistas. Para cumplir con el papel de Vijayanagara como principal estandarte de la milenaria cultura hindú se buscó la recuperación del arte tradicional, que evolucionó de un modo aún tangible en la actualidad.

### Arquitectura

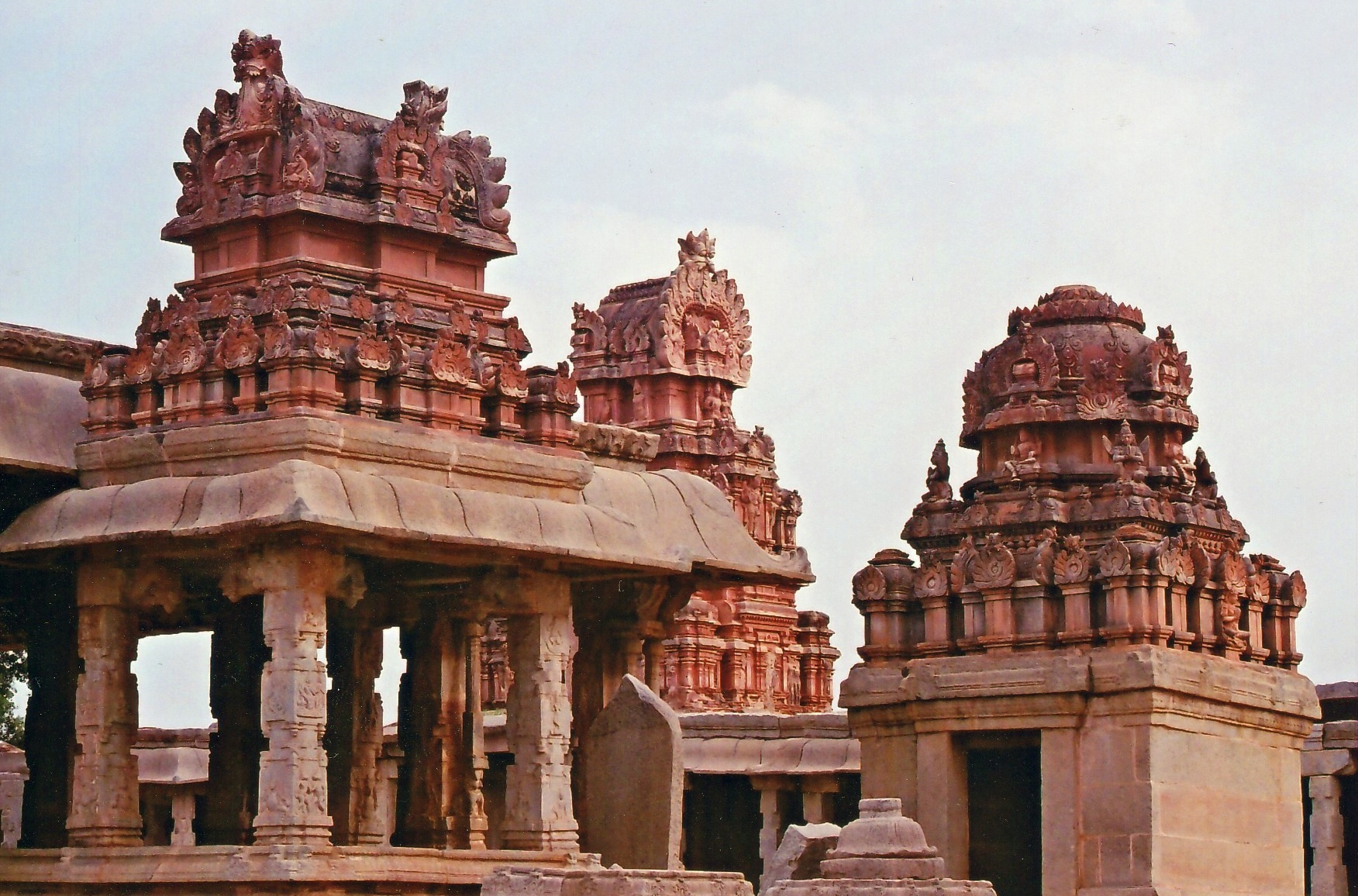
Pilares Chalukya y vimana drávida, Hampi

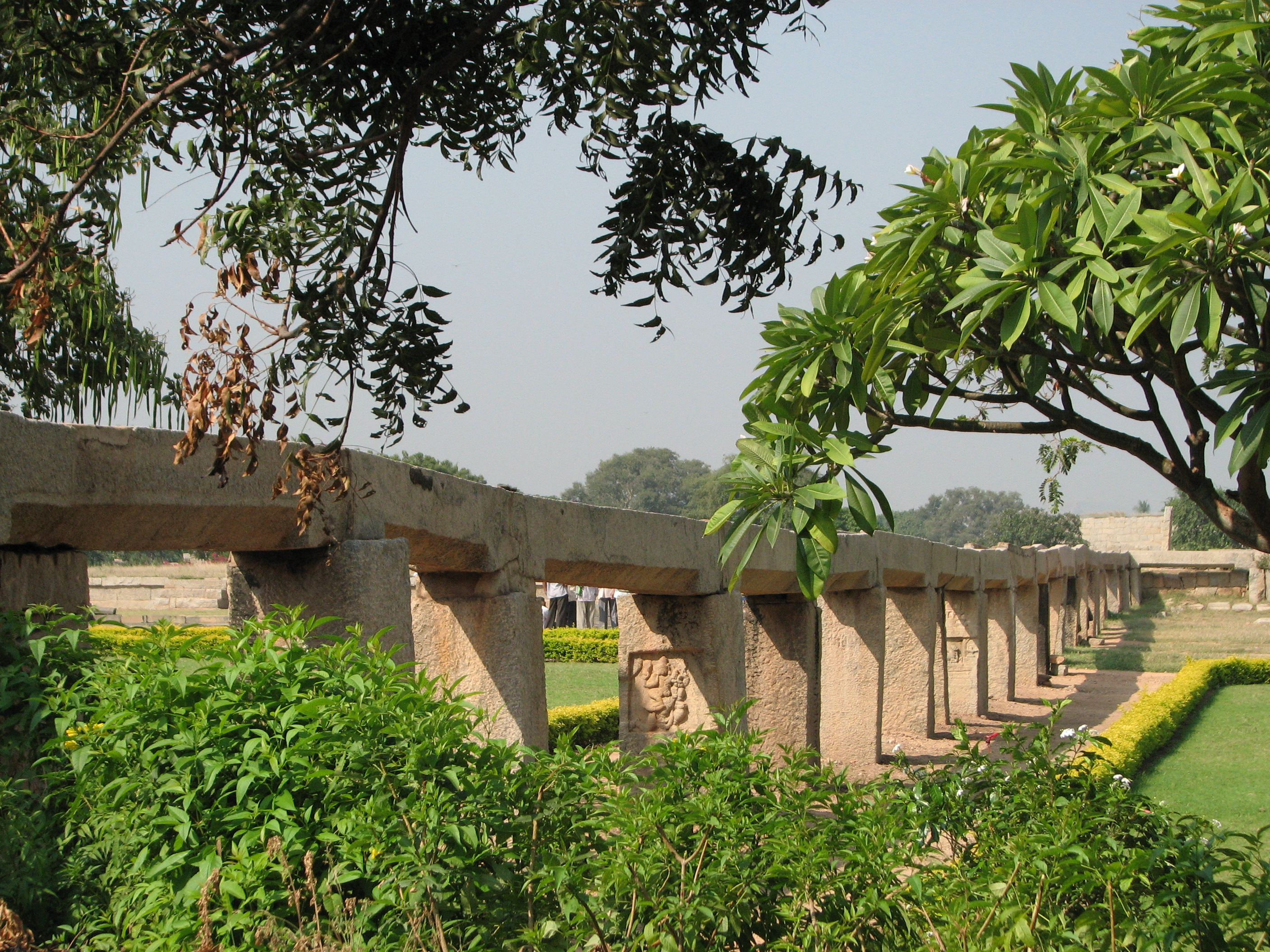
Uno de los muchos acueductos que irrigaban la ciudad

La arquitectura del Imperio es una armoniosa combinación de los estilos Chalukya, Pandya, Hoysala y Chola, los predominantes en la región durante los siglos anteriores. La influencia de esta unión en la arquitectura, la escultura y la pintura hizo que este nuevo estilo se mantuviese como el modelo a seguir siglos después de la caída de Vijayanagara. Las obras arquitectónicas de referencia son sin duda el Kalyanamantapa (Salón de Bodas), el Vasanthamantapa (Corredor Descubierto) y la Rayagopura o Torre. Los arquitectos y escultores hicieron uso del abundante y resistente granito que se encuentra por la zona con vistas a proteger mejor la ciudad ante el permanente riesgo de invasión. Hay monumentos repartidos por toda la mitad sur de la India, pero no hay ninguno comparable a los edificios de Vijayanagara, declarada Patrimonio de la Humanidad por la Unesco.
A lo largo del siglo XIV los monarcas continuaron inspirando construcciones de estilo vesara, típico del Decán, pero introdujeron asimismo gopurams dravídicos por motivos religiosos. El templo Prasanna Virupaksha (templo subterráneo) de Bukka Raya I y el templo Hazare Rama de Krishna Deva Raya I son ejemplos de la arquitectura del Decán. La variada e intrincada ornamentación de las columnas es su sello característico. En Hampi, sobresalen el templo de Vittala (el ejemplo más prominente de columnas estilo Kalyanamantapa) y el Hazara Ramaswamy como construcción más refinada. Un aspecto visible de este estilo es su retorno al arte más sereno y simplista de la dinastía Chalukya. La construcción del templo de Vittala se prolongó durante décadas bajo la dinastía Tuluva.

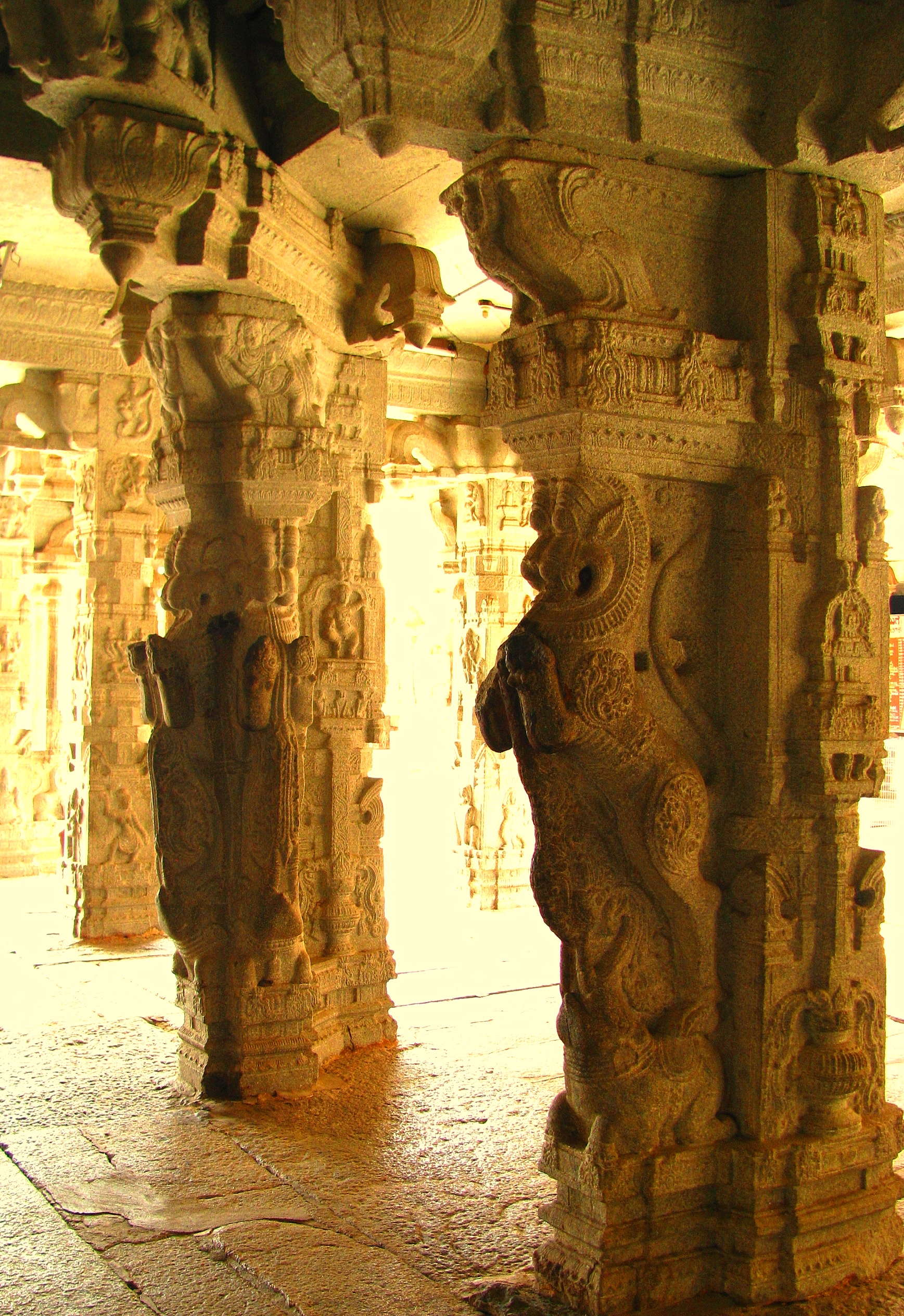
Pilares de piedra en el templo de Vittala

Otros ejemplos destacados del estilo propio de Vijayanagara son los grandes monolitos Sasivekalu (mostaza) Ganesha y Kadalekalu (cacahuete) de Hampi, las estatuas Gomateshwara en Karkala y Venur, y el toro Nandi en Lepakshi. De la trascendencia de este estilo es prueba la multitud de templos repartidos por ciudades como Bhatkal, Kanakagiri, Sringeri, Tadpatri, Lepakshi, Ahobilam, Tirupati y Srikalahasti en Andhra Pradesh; y Vellore, Kumbanokam, Kanchi y Srirangam en Tamil Nadu. También se conservan pinturas murales como los Dasavathara (los diez avatares de Vishnu) y las Shivapurana o historias de Shiva, ambas en el templo Virupaksha de Hampi; y otras pinturas menores en los templos jainas basadi o en Kamaskshi y Varadaraja, dos templos elevados en Kanchi. Un motivo estético recurrente consistía en tallar los pilares con aspecto de caballos, como muestra de la importancia que tenía la caballería para el ejército. Esta mezcla de estilos regionales aportó riqueza cultural a los pueblos por los que se extendió; vino a traer un aire de renovación a los rígidos estilos hindúes que hasta entonces habían imperado.
Un ejemplo que demuestra el cosmopolitismo de la capital es la presencia de un gran número de edificaciones de rasgos islámicos. La historia sólo analiza el enfrentamiento político entre Vijayanagara y los sultanatos del Decán, dejando de lado el evidente rastro de colaboración entre ambas confesiones a nivel civil. Aún sobreviven un amplio número de arcos, cúpulas y bóvedas que sirven como prueba de este intercambio cultural, así como restos de pabellones, establos y torres, que sugieren que los mismos gobernantes fomentaron la convivencia de las dos religiones. Se considera que esta influencia pudo ser especialmente poderosa los primeros años del siglo XV, coincidiendo con el reinado de Deva Raya I y Deva Raya II, de quienes se sabe que contaron con un buen número de musulmanes en el ejército y en la corte, incluyendo arquitectos. Este intercambio armonioso de ideas, no obstante, se habría dado sólo durante los breves períodos de paz entre el Imperio y sus rivales musulmanes. Algunos relieves de la Gran Plataforma (Mahanavami dibba) incluyen figuras con rasgos típicos de los turcos del Asia central, que habrían tenido cabida como asistentes de la Familia Real.

### Lengua

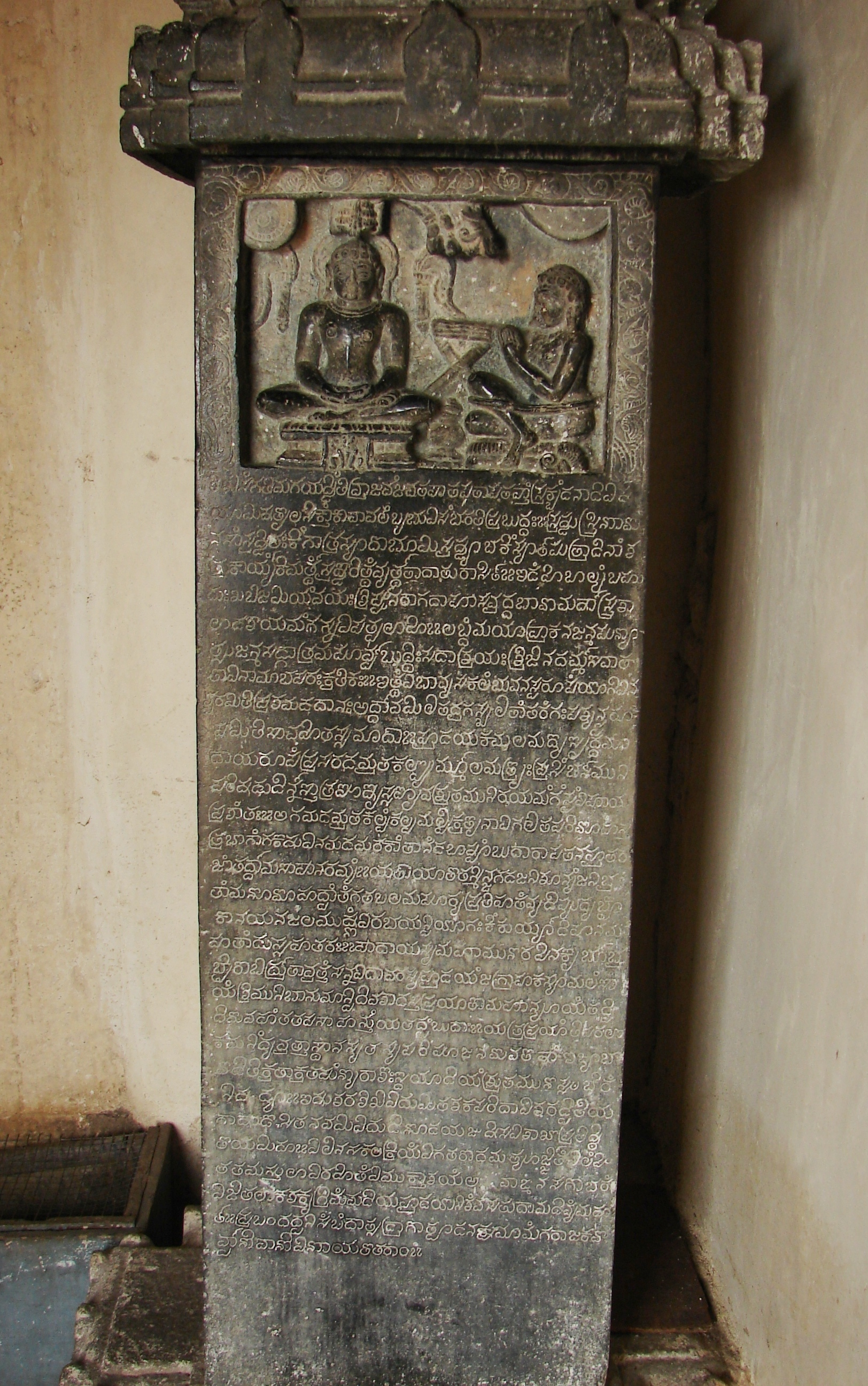
Poema en canarés por el poeta Manjaranja

Los idiomas kannada, télugu y támil se utilizaron en sus respectivas zonas de influencia. Se han recuperado en total más de 7000 inscripciones (Shasana) incluidas 300 láminas de cobre (Tamarashasana), en kannada (aproximadamente la mitad), télugu, támil y sánscrito. Las inscripciones bilingües dejaron de utilizarse al término del siglo XIV. En los ejemplos más antiguos se representa a Hánuman y a Garudá (águila divina), el vehículo del dios Vishnu. La agencia oficial de investigaciones arqueológicas del gobierno indio ha recuperado y descifrado inscripciones en kannada y télugu.

### Literatura
En el Imperio vijayanagara se dio cabida a poetas, intelectuales y filósofos. Éstos, con libertad para escribir en sánscrito o en cualquier lengua local (kannada, télugu y támil), cubrieron materias como la religión, biografías, prabandha (novelas de ficción), música, poesía, gramática y medicina. El télugu se convirtió en el idioma literario por excelencia y alcanzó su cénit bajo el reinado de Krishna Deva Raya. Los trabajos en sánscrito en su mayor parte fueron comentarios a los Vedas, o ensayos sobre el Ramayana y el Mahábharata, escritas por famosos intelectuales como Sayana y Vidyaranya, que ensalzaron la superioridad de la doctrina advaita sobre sus rivales.
También hubo escritores seguidores de la fe dvaita, monjes procedentes de Udupi, como Jayatirtha (merecedor del sobrenombre tika acharya por sus escritos polémicos);
Vyasatirtha, escritor de refutaciones de la filosofía advaita y de varios pensadores clásicos como Gaudapada; y Vadi Raja Tirtha y Sripada Raya, críticos también con las creencias de Adi Shankara, el primer gran advaita. Además de estos monjes, muchos otros escritores en sánscrito poblaron la corte real y los palacios de los nobles. Muchos reyes también fueron literatos, como el rey Krishna Deva Raya, autor del gran clásico Jambavati Kalyana, un drama poético.
Los escritores y poetas en kannada de la época también escribieron extensas obras sobre el movimiento bhakti y los haridasas, literatura brahmánida y trabajos sobre los lingayatíes. Los haridasas además compusieron cantos religiosos (devaranama), con métrica ragale.
Los maestros e inspiradores del movimiento literario fueron Madhvacharya y Vyasatirtha. Purandaradasa y Kanakadasa son considerados los primeros de entre muchos dasas (devotos) por su extensa e importante contribución. Kumara Vyasa, el erudito brahmán más destacado, escribió el Gudugina Bharata, una traducción del Mahabharata. Este trabajo representa un punto de inflexión entre el canarés antiguo y el moderno. Chamarasa fue un renombrado virashaiva, intelectual y poeta, que mantuvo discusiones públicas sobre filosofía y religión con los sabios vaisnavas de la corte de Deva Raya II.
Su Prabhulinga Lile, que más tarde sería traducido a télugu y támil, es un elogio al místico del siglo XII Allama Prabhu, de quien él consideraba que se trataba de la reencarnación del dios Ganapati.
En este momento cumbre para la literatura télugu, llegó el Manu Charitamu, el prabhanda (comentario) más importante. Krishna Deva Raya —experto conocedor del idioma— escribió el afamado Amuktamalyada. Así mismo, se reunieron bajo su corte los ocho astadiggajas, los escritores más importantes que ha dado esta lengua.
Merecen ser destacados de entre ellos Allasani Peddana (llamado andhra-kavita-pita-maha, ‘gran padre de la lengua télugu’), el autor más prestigioso, y Tenali Ramakrishna, bufón de la corte y autor del Panduranga Mahatyam, la obra maestra de la literatura télugu. También pertenece a esta época Srinatha, autor de Marutratcharitamu y Salivahana Sapta Sati, protegido del rey Deva Raya II, y poseedor de un estatus tan importante como el de cualquier ministro.
Aunque la mayoría de la literatura escrita en támil durante este período se creó en las zonas bajo control de los reyes vasallos Pandya, los reyes de Vijayanagara también prestaron atención a sus poetas. Svarupananda Desikar escribió una antología de 2824 versos, Sivaprakasap-perundirattu, sobre la filosofía advaita. Su pupilo, el asceta Tattuvarayar, fue autor de otra antología más corta, Kurundirattu, con aproximadamente la mitad de versos. Krishna Deva Raya protegió y subvencionó al poeta támil Haridasa, cuya Irusamaya Vilakkam es una exposición de las dos grandes corrientes hindúes, vaishnavismo y shivaísmo, con predilección por la primera.
La literatura también fue campo de intrigas políticas y religiosas, pues los reyes actuaban como mecenas de los escritores vaishnavas o shivaístas dependiendo de su filiación y de los sectores sociales que necesitaran en cada momento.
Otros autores y obras destacadas sobre conocimientos musicales y medicinales fueron Vidyaranya (autor del Rati Ratna Pradipika), Sayana (autor del Ayurveda Sudhanidhi) y Lakshmana Pandita (autor del Vaidyarajavallabham).

### Música

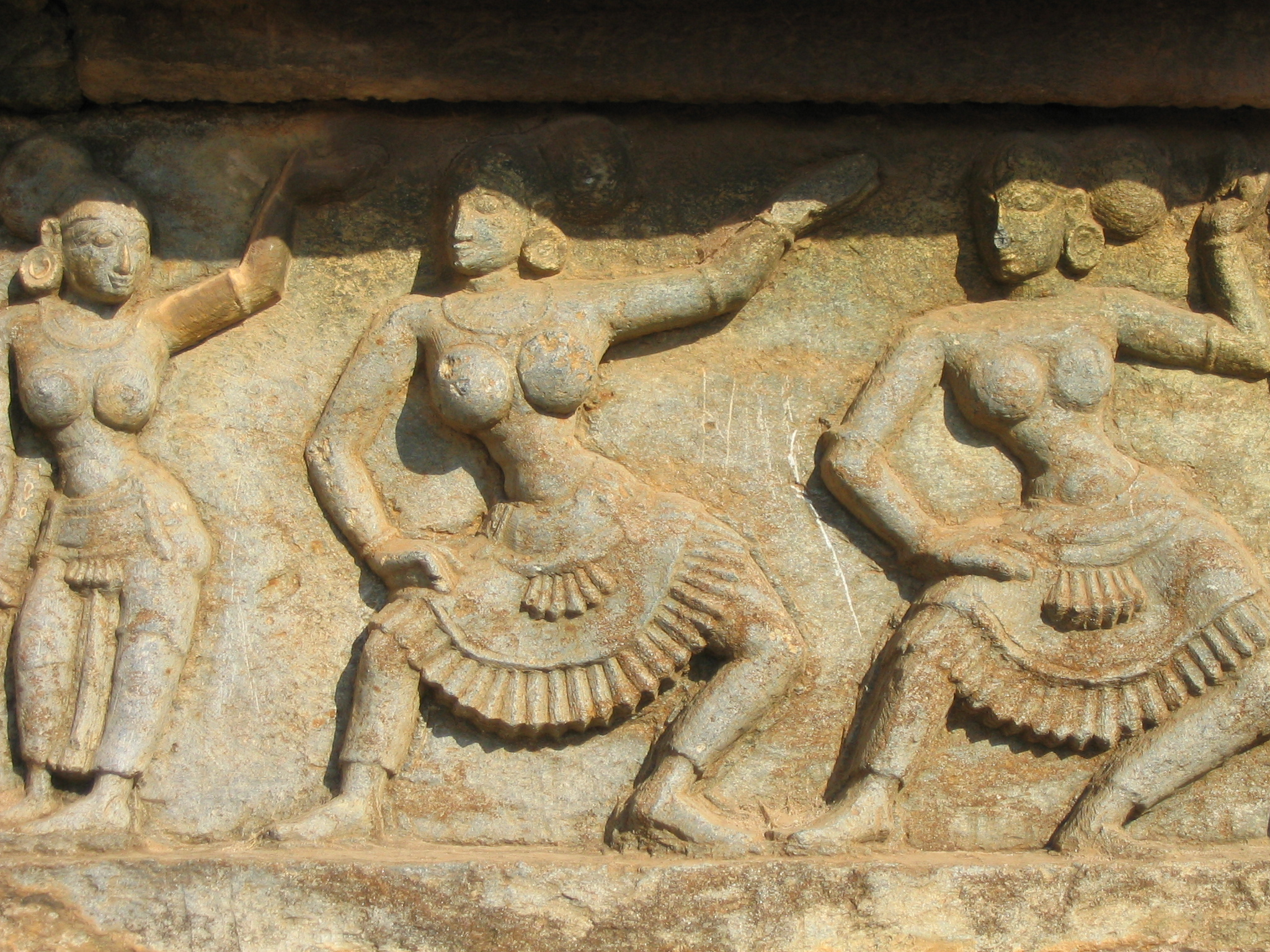
Bailarinas (detalle del Palacio Real de Hampi)

La música formaba una parte importante de la sociedad de Vijayanagara, pues entroncaba directamente con la tradición religiosa hindú. La música carnática tradicional, propia del sur de la India, se remonta a los tiempos de los Vedas, pero es gracias al movimiento Bhakti, que tiene lugar en esta época, que se renueva y alcanza cotas nunca vistas hasta entonces de profusión y calidad.
Los depositarios de la tradición musical como extensión de la religión fueron los brahmanes y algunas familias nobles de antiguo linaje. Los espacios en los que comúnmente se practicaba eran los mandires o templos, y las lenguas en las que se cantaba el sánscrito o el télugu.
El primero de los grandes compositores de la música carnática desarrollada durante el Imperio fue Annamacharya (1408-1503), maestro compositor del templo de Tirumala, cuya prolífica obra incluye más de 32 000 poemas e, incluso, una forma cantada del Ramayana. Hoy en día es considerado por algunos admiradores una reencarnación de Vishnú.
Sin embargo, el considerado auténtico padre de la música carnática fue Purandara Dasa (1484-1564). Su nacimiento y formación coincidieron en el tiempo con el ascenso al trono de Krishna Deva Raya. Hasta aquel entonces, la música carnática consistía en cantos religiosos de unos pocos versos de duración. Purandaradasa, en cambio, elaboró sus composiciones a partir de las vivencias de la gente común. Sintetizó y fusionó los esquemas musicales básicos, creando nuevas formas de hacer música. Todos los grandes compositores de música carnática desde entonces han trabajado siguiendo las reglas que Purandaradasa estableció.

### Religión

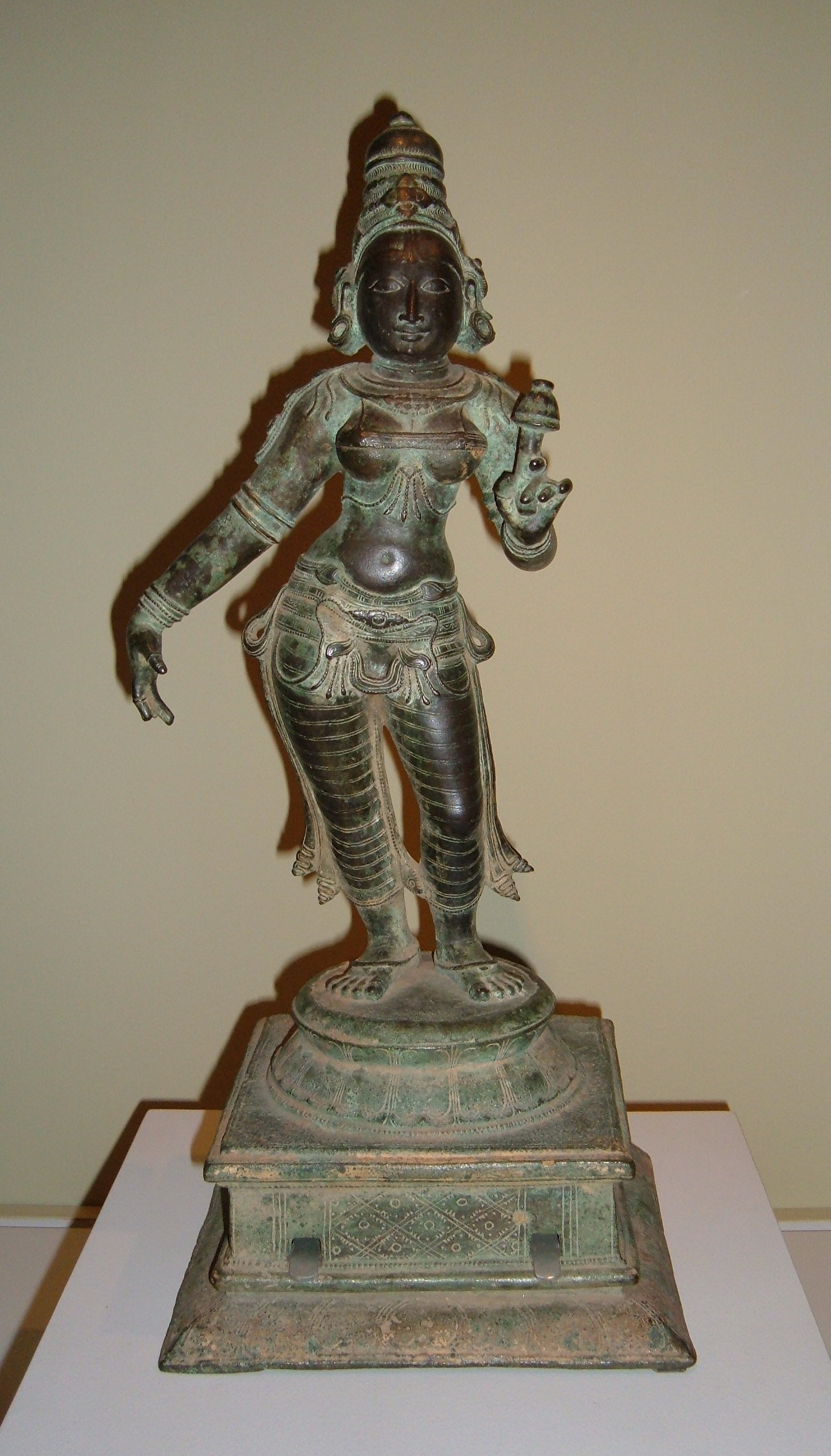
Śakti de bronce de la época de Vijayanagara

Aunque el autoproclamado destino del Imperio era preservar el dharma hindú del enemigo musulmán, los reyes fueron tolerantes con todas las religiones y sectas que se practicaban en su territorio. Los reyes utilizaron títulos como Go brahmana prati palana acharya (‘protector de las vacas, los brahmanes y la gente’) o hindú raya suratrana (‘defensor de la fe hindú’), que realzaban su intención de proteger el hinduismo.
Los mismos fundadores Harihara I y Bukka Raya I eran shivaítas confesos, pero promovieron el vaisnavismo en lugares como Shringeri a través de su patriarca, Vidyaranya, e hicieron del varaha (el jabalí, símbolo de Vishnú) su emblema. Otros reyes, como los saluvas y tuluvas, fueron vaisnavas, pero se postraban por igual ante Virupaksha (representación de Shivá) en Hampi y ante Venkateshwara (Vishnú) en Tirupati. Una obra en sánscrito, el Jambavati Kalyanam, escrita por Krishna Deva Raya, llama a Virupaksha Karnata rajya raksha mani (Joya protectora del Imperio karnata o de Karnataka, otro nombre por el que el Imperio era conocido en su época). Además, cuando los sucesivos reyes visitaban Udupi, rendían culto a la orden dvaita (doctrina de la ‘dualidad’) fundada allí en el siglo XIII por Madhua Acharia.
El movimiento bhakti (devocional) impregnó las vidas de millones de personas. A semejanza del movimiento virashaiva del siglo XII, grandes haridasas o monjes salieron de su retiro y difundieron las milenarias tradiciones hindúes entre la gente común. Había dos tipos de haridasas: los vyasakuta, conocedores de los Vedas, los Upanishads' los Puranas y las demás Escrituras, y los dasakuta, difusores del mensaje de Madhvacharya mediante canciones devocionales (devara namas y kīrtanas) en canarés.

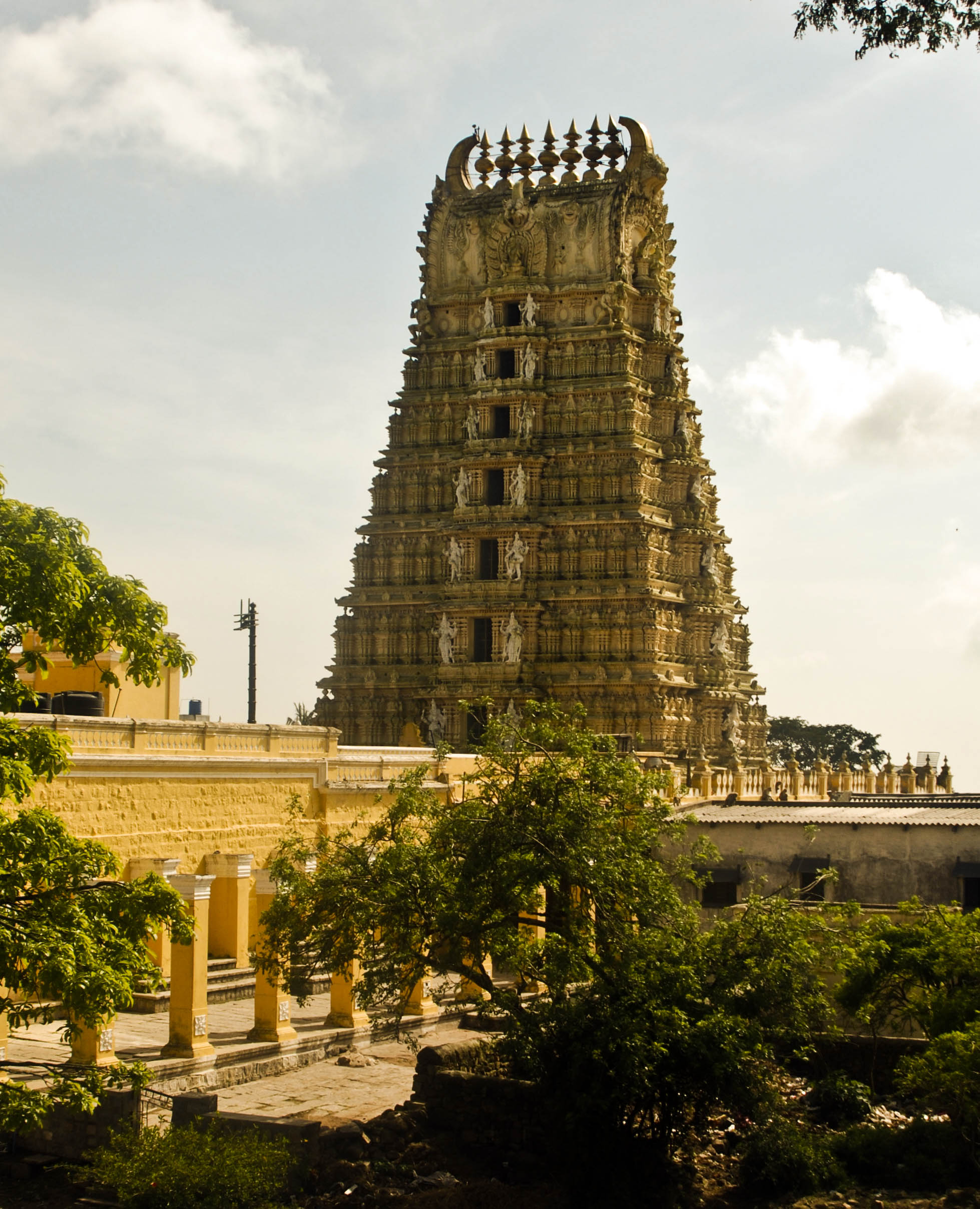
Torre del Templo de Chamundeswari, en Mysore

La doctrina dwaita fue transmitida por discípulos tan eminentes como Naraharitirtha, Jayatirtha, Vyasatirtha, Sripadaraya, Vadirajatirtha, entre otros. Vyasatirtha, gurú de Vadirajatirtha; Purandara Dasa, el padre de la música carnática; y Kanakadasa suscitaron la admiración de Krishna Deva Raya. El rey, incluso, llegó a honrar a Purandara Dasa considerándole un kuladevata (deidad familiar), y honrándole en sus escritos. Fue en esa época cuando, en la ciudad de Tirupati, el músico Annamacharya compuso cientos de Kīrtanas en télugu.
El jainismo se encontraba en claro retroceso en el subcontinente tras la destrucción de la dinastía Ganga del Oeste por los Chola en el siglo XI y la popularidad creciente del vaisnavismo y los lingayatíes. Aun así, en el Imperio se mantuvieron activos dos grandes núcleos de creyentes en Shravanabelagola y Kambadahalli.
El primer contacto de la península con el islam se dio en el siglo VII, como resultado de los intercambios comerciales entre los reinos del sur y algunos pueblos árabes. Las primeras mezquitas de la zona se construyeron dentro del Imperio rashtrakuta cuando aún no se había cumplido el año 1000, y la fe musulmana estaba ya sólidamente establecida a lo largo de la costa de Malabar en el primer tercio del siglo XIV. Muchos inmigrantes musulmanes contrajeron matrimonio con mujeres hindúes; sus hijos recibieron el nombre de mappillas o moplahs. El inicio de las relaciones del Imperio vijayanagara con el Sultanato bahmaní del norte incrementó la presencia musulmana en el sur.
Por otro lado, la influencia cristiana más antigua se ha registrado a inicios del siglo VIII. Se han encontrado tamarashasana (láminas de cobre) con inscripciones en las que se hace entrega de tierras a varios campesinos malabares cristianos. Jordán dejó constancia de la escasez de cristianos en el sur de la India durante la Edad Media, e invitó al envío de misioneros. Las relaciones comerciales con el Imperio portugués a partir del siglo XV, la actividad misionera de san Francisco Javier, y la posterior influencia del Imperio neerlandés en la zona fomentaron la presencia del imaginario cristiano entre la población nativa.